# Carsina flavibrunnea
Carsina flavibrunnea är en fjärilsart som beskrevs av George Francis Hampson 1895. Carsina flavibrunnea ingår i släktet Carsina och familjen nattflyn. Inga underarter finns listade i Catalogue of Life.